# Birger Pedersen
 Der er flere personer med dette navn, se Birger Pedersen (flertydig).
Birger Pedersen (født 29. juni 1950) er en tidligere landsholdsspiller i fodbold. Han opnåede 14 A-landskampe for Danmarks fodboldlandshold og scorede et enkelt mål. I 1971 blev han kåret til Årets Fodboldspiller i Danmark.
Blandt de klubber han spillede i kan nævnes:
- Hvidovre IF
- Helsingborgs IF
- Lyngby BK